# Transfiguración de Nuestro Señor Jesucristo (título cardenalicio)
Transfiguración de Nuestro Señor Jesucristo es un título cardenalicio de la Iglesia Católica. Fue instituido por el papa Juan Pablo II en 2001.

## Titulares
- Pedro Rubiano Sáenz (21 de febrero de 2001 - 15 de abril de 2024)